# Henosferidae
Henosferidae — викопна родина австралосфенід, яка походила з Гондвани в середню юру. Таксон визначають як кладу, що включає останнього спільного предка Хеносфера та Асфальтомілоса та всіх його нащадків.